# بازی عشق (فیلم ۱۳۳۸)
بازی عشق فیلمی به کارگردانی والتر بیور و نویسندگی و تهیه‌کنندگی جلال اصغرزاده محصول سال ۱۳۳۸ است.

## خلاصه داستان
جوانی ایرانی اتفاقاً با دختری انگلیسی برخورد می‌کند. آن دو مدتی معاشرت می‌کنند و شیفتهٔ هم می‌شوند. اما زندگی مشترک آنها درگیری‌ها و حوادثی را باعث می‌شوند که دختر و پسر با ایمان به عشقشان مقاومت کرده و سرانجام موفق می‌شوند.

## بازیگران
- محسن مهدوی
- سورد رکس
- جلال اصغرزاده
- هامی دستور
- صابر آتشین